# 416-й окремий навчальний полк авіаційного тилу (СРСР)
416-й окремий навчальний полк авіаційного тилу військ ППО (416 ОНП, в/ч 27895) — формування Радянської армії, що існувало у 1959—1992 роках.
Після розпаду СРСР у 1992 році на полк увійшов до складу Збройних сил України як 416-й окремий навчальний полк.

## Історія
У вересні 1959 року в місті Маріуполі Донецької області на базі невеликої автомобільної школи 35-ї зенітно-артилерійської дивізії ППО була сформована військова частина 27895 — школа молодших спеціалістів автотракторної служби. Формування частини було завершено 1 жовтня 1959 року — цей день і вважається датою створення частини. Першим командиром частини став учасник німецько-радянської війни, кавалер орденів «Червоної Зірки» і «Вітчизняної війни» 1 і 2 ступенів, багатьох інших нагород полковник Микола Гудименко.
Спочатку частина дислокувалася в Маріуполі. В той час її склад не перевищував 220 курсантів і 7 офіцерів. На озброєнні було 10 автомобілів, курсанти готувалися по програмам водіїв 3-го класу.
У жовтні 1960 року військова частина була переведена на новий штат і передислокована в місто Бердянськ Запорізької області. Проте розміщення у Бердянську не забезпечувало якісного виконання складних завдань і потреб в підготовці молодших фахівців. За рішенням Генерального Штабу в лютому 1961 року частина передислокувалась до міста Керч Кримської області.
Попри відсутність належних умов, особовий склад частини за короткий проміжок часу зумів створити у Керчі одну з найкращих у Збройних Силах СРСР школу молодших спеціалістів автомобільної служби з потужною навчально-матеріальною базою, досвідченими командирами-викладачами і найкращими військовими традиціями.
Указом Президії Верховної Ради від 19 липня 1970 року частині було вручено Бойовий Прапор і Грамоту Президії Верховної Ради СРСР.
За досягнуті успіхи в бойовій підготовці у 1973 році частині був вручений перехідний Вимпел Військової Ради Київського об'єднання військ ППО і присвоєно почесне звання «відмінної». Це звання і Вимпел Військової Ради особовий склад частини утримував протягом п'яти наступних років (по 1978 рік). В цей час частиною командував полковник Володимир Сліпченко.
У 1981, а потім і у 1985 році частина перейшла на нову організаційно-штатну структуру. Відбулися зміни в бік ускладнення і удосконалення програми підготовки молодших фахівців.
У грудні 1989 року школа була переформована в 416 Окремий навчальний полк авіаційного тилу Військ ППО. Новим командиром частини став полковник Мефодій Мазуркін.
За короткий термін було здійснено перепрофілювання частини на підготовку молодших фахівців авіаційного тилу (автомобільної і електрогазової служби). У відповідності з новими задачами в частину надходила нова техніка і озброєння, а в ряди влились висококваліфіковані фахівці із військ та інших навчальних частин. Тільки за 1989—1991 роки полк підготував для військ ППО більш 4-х тисяч фахівців авіаційного тилу.
Після розпаду СРСР у 1992 році на полк увійшов до складу Збройних сил України як 416-й окремий навчальний полк.

## Командування
- полковник Гудименко Микола Дмитрович (1959-??? рр.)
- полковник Сліпченко Володимир Трохимович (???-грудень 1989 рр.)
- полковник Мазуркін Мефодій Матвійович (грудень 1989—1994 рр.)

## Матеріали
- Історична довідка військової частини А0669 [Архівовано 22 вересня 2018 у Wayback Machine.] // сайт в/ч А0669, 18 вересня 2013